# 太田道灌状
太田道灌状（おおたどうかん じょう）とは、戦国時代の日本の書状の一つ。文明12年（推定）11月28日（ユリウス暦1480年12月29日）付けで、扇谷上杉氏の家宰・太田道灌が山内上杉氏の家臣・高瀬民部少輔に宛てたもの。真筆は発見されていない。現在、全文が翻刻されている太田道灌状には、松平本系統と國學院本という二つの写本系統がある。
　松平（文庫）本は肥前の旧島原藩主松平忠和家に伝来し、島原公民館図書部が所蔵している。また松平文庫本とほぼ同じ内容の尊経閣文庫本がある。1887年、東京大学史料編纂所は松平忠和家の蔵本を肥前国高来郡役所に託して書写させ、所蔵している。國學院大學図書館には、八代国治氏が入手したものが所蔵されている。
　内容は、最初の第１段から第５段までは降伏した国人衆の所領の安堵の事、第6段から第26段までは、長尾景春の乱の始終、第27段から第38段までは吉良殿様（成高、足利氏一族、世田谷殿）、木戸三河守殿（孝範、堀越公方の奉行、家人）など多数の同盟者の戦功が報告されている。
　そこにはまた道灌の功績を正当に評価しない主家に対する道灌の不満やいら立ちがこめられている。